# Along the Shadow
Along the Shadow è il terzo album in studio del gruppo musicale Saosin, pubblicato nel 2016.

## Tracce
1. The Silver String – 3:57
2. Ideology Is Theft – 3:33
3. Racing Toward a Red Light – 2:54
4. Second Guesses – 4:08
5. Count Back from TEN – 3:06
6. The Stutter Says a Lot – 2:53
7. Sore Distress – 3:59
8. The Secret Meaning of Freedom – 2:44
9. Old Friends – 4:14
10. Illusion & Control – 3:47
11. Control and the Urge to Pray – 4:16

## Formazione
- Anthony Green - voce
- Beau Burchell - chitarra, cori
- Chris Sorenson - basso, tastiera, cori
- Alex Rodriguez - batteria, percussioni